# ا سوینگینگ کریسمس
اِ سوینگینگ کریسمس آلبومی از هنرمند اهل ایالات متحده آمریکا تونی بنت است. این آلبوم با همراهی گروه بزرگ کاونت بیسی ساخته شده است. این آلبوم در پنجاه‌ودومین دوره جوایز گرمی نامزد بهترین آلبوم آواز سنتی پاپ شد.